# Tony Junior
Tony Junior, de son vrai nom Tony Claessens, né le 21 octobre 1989 à Utrecht, est un disc jockey néerlandais.

## Biographie
À l'origine un duo[Quoi ?], Nicolas Nox quitte le groupe deux ans plus tard[Quand ?]. Loesje et You Ain't Seen Nothing Yet, deux singles bien classés dans les charts néerlandais (respectivement 2e et 55e du classement), sont produits [Quand ?].

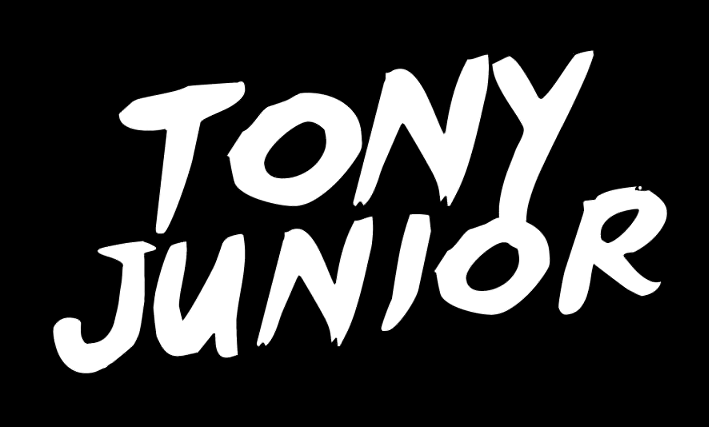
Logotype de Tony Junior.

Le morceau Twerk Anthem le fait connaître dans d'autres pays comme en France, où le titre se classe 42e des charts [Quand ?],. L'émission NRJ Extravadance invite Tony Junior et supporte le titre, qui se classe finalement numéro deux du Top Club en 2014. En 2015, sa collaboration avec son compatriote Tiësto le rend célèbre aux États-Unis. La même année, il sort avec Steve Aoki et NERVO le single Lightning Strikes, joué dans de nombreux festivals saisonniers.

## Discographie

### Singles
- 2010 : Loesje (avec Nicolas Nox) [Rodeo Media]
- 2010 : Pornstar (avec Nicolas Nox) [Dos Palomas Negras]
- 2011 : Appeletroen [Sneakerz MUZIK]
- 2011 : Fitta [Confidence (Spinnin)]
- 2012 : Anigav [Spinnin Records]
- 2012 : Feelin' Kinda Strange [Spinnin Records]
- 2012 : Bukkake [Spinnin Records]
- 2013 : PAWG [Tiger Records]
- 2013 : Nobody Beats The Fucking Drum [Tiger Records]
- 2013 : Twerk Anthem [Spinnin Records]
- 2014 : Blow Up The Speakers (Boom) (avec DJ Ghost) [Spinnin Records]
- 2014 : Total Destruction (avec Starkillers) [Dim Mak Records]
- 2014 : Immortal (avec DVBBS) [Spinnin Records]
- 2014 : Plur Warriors (avec Baggi Begovic) [DOORN (Spinnin)]
- 2014 : Break The House (avec Borgeous) [Spinnin Records]
- 2014 : Jump Around (avec Marnik) [DOORN (Spinnin)]
- 2015 : Suckerpunch [Dim Mak Records]
- 2015 : Lightning Strikes (avec Steve Aoki & NERVO) [Ultra]
- 2015 : Cobra (avec Dropgun) [DOORN (Spinnin)]
- 2015 : King Kong (avec Kura) [Wall Recordings]
- 2015 : Police (avec Jetfire et Rivero) [Doorn Records]
- 2015 : Get Down (avec Tiësto) [Musical Freedom]
- 2016 : Make You Go (avec Riggi & Piros) [Doorn Records]
- 2016 : Facedbased [Musical Freedom]

### Remixes
- 2011 : Tonique - Year (Tony Junior & Nicolas Nox Remix) [Dos Palomas Negras]
- 2012 : Starkillers, Nadia Ali - Keep It Coming (Tony Junior Remix) [Spinnin Records]
- 2012 : GT, Christian Luke - Begin (Tony Junior Remix) [Hussle Recordings]
- 2012 : Trent Cantrelle - I Want A Freak (Tony Junior Remix) [Spinnin Records]
- 2014 : Leony! - Loving You (Tony Junior Remix) [Tiger Records]
- 2014 : Qulinez, Cara Salimando - Rising Like The Sun (Tony Junior Remix) [SPRS]
- 2015 : Firebeatz - Samir's Theme (Tony Junior Remix) [Spinnin' Remixes]
- 2015 : Scooter - How Much Is The Fish? (Tony Junior Remix) [Sheffield Tunes]